# Río Rukarara

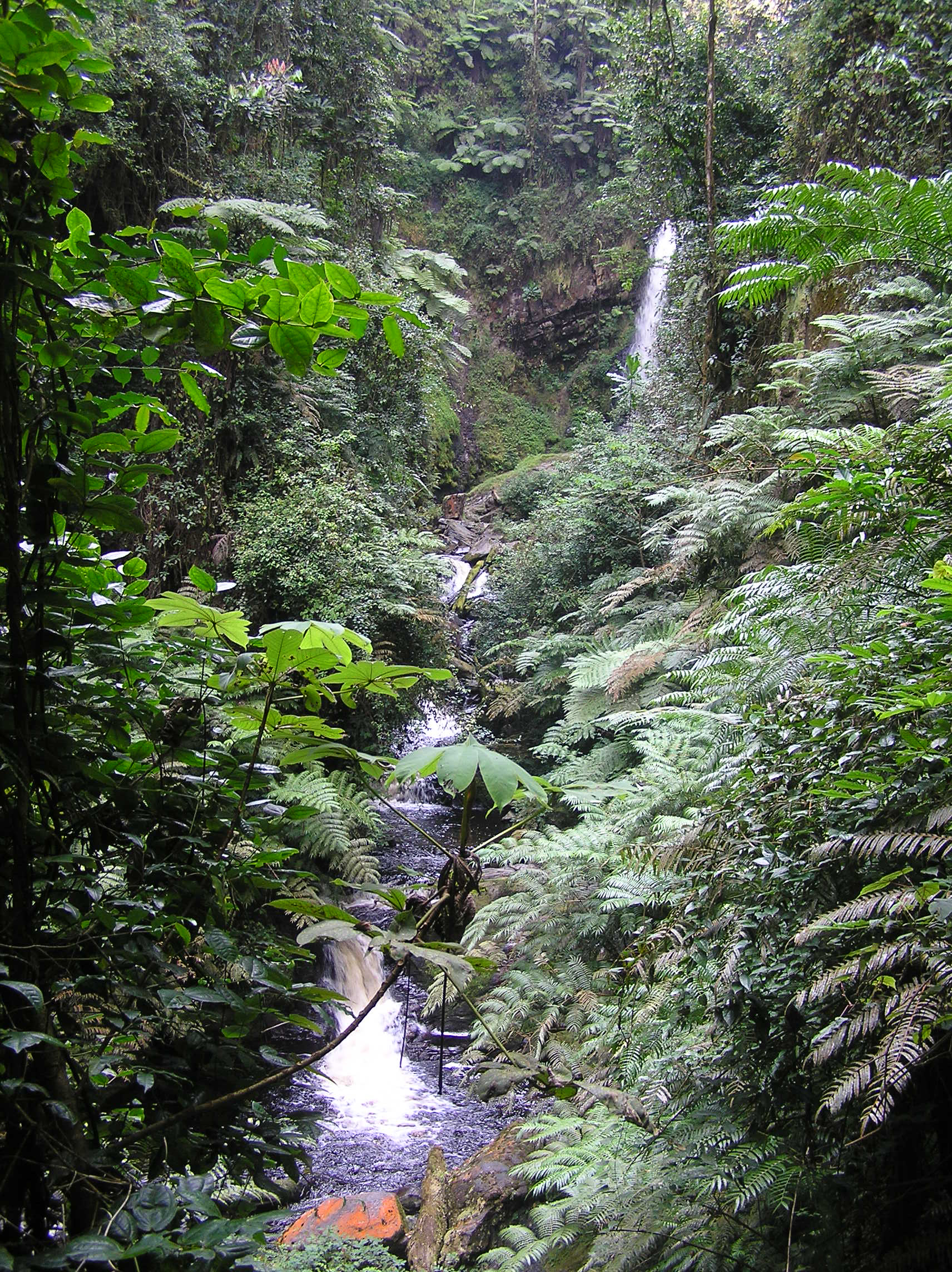
Una imagen del río Rukarara.

El río Rukarara (o Lukarara) es un río del oeste de Ruanda considerado la fuente más lejana del Nilo a 2.428 metros de altitud. Nace en el Bosque de Nyungwe y desemboca en el Mwogo, reibiendo aguas del Rubyiro y el Nyirabugoyi.
Para su desarrollo económico a fin de aumentar su capacidad eléctrica se construyó en 2013 una microcentral eléctrica con apoyo de Bélgica.